# William Melling
Pour les articles homonymes, voir Melling.
William Melling est  un acteur britannique né le 30 novembre 1994. Il vit à Londres.

## Biographie
Il commença sa carrière d'acteur dans la série anglaise William et Mary et ensuite dans le film Vanity fair, la foire aux vanités.
Dans les films Harry Potter (4, 5, 6, 7 et 8) il est connu pour jouer Nigel, un élève plus jeune que Harry Potter, de la maison Gryffondor, un personnage qui n'apparaît cependant pas dans les livres. Étant donné son âge, il est le plus jeune acteur jouant dans les films de Harry Potter.

## Filmographie
- 2004 : Vanity Fair : La Foire aux vanités : Rawdy Crawley
- 2005 : Harry Potter et la Coupe de feu : Nigel
- 2007 : Harry Potter et l'Ordre du phénix : Nigel
- 2009 : Harry Potter et le Prince de sang-mêlé : Nigel
- 2009 : Une éducation
- 2010 et 2011 : Harry Potter et les Reliques de la Mort : Nigel
- 2014 : Fried (série TV) : Joe